# Dynamique, économique, topique
En psychanalyse, les points de vue dynamique (dynamisch), économique (ökonomisch), topique (topisch), constituent les trois axes majeurs selon lesquels Sigmund Freud définit la métapsychologie. Ces trois points de vue, quoique différents, sont liés.

## Les trois points de vue de la métapsychologie freudienne
Selon Jean Laplanche et Jean-Bertrand Pontalis, la métapsychologie freudienne prend en compte les trois points de vue : dynamique, topique et économique, ainsi que le reprend Sylvestre Clancier dans un ouvrage intitulé Freud. Concepts fondamentaux de la théorie et de la psychanalyse freudienne : « la métapsychologie freudienne correspond à trois points de vue différents : topique, dynamique et économique ». C'est en 1915, dans l'un de ses écrits proprement métapsychologiques, « L'inconscient », que Freud donne une définition précise : « Je propose qu'on parle de présentation (allemand : Darstellung) métapsychologique, lorsqu'on parvient à décrire un processus psychique dans ses relations dynamiques, topiques et économiques ».
Ces trois points de vue métapsychologiques sont liés : le point de vue économique est « en étroite relation avec les deux autres », note Sylvestre Clancier. Ainsi, dans la première topique, Freud « fait correspondre un mode particulier de circulation de l’énergie à chacune des instances de l’appareil psychique » : « l’énergie libre » est le propre de l’Inconscient (Ics), « l’énergie liée » est celle du Préconscient (Pcs), tandis que « l’énergie mobile » de surinvestissement correspond au système conscient (Cs).
D'après René Roussillon, Freud envisageait « un quatrième point de vue, le point de vue génétique », qu'il aurait ajouté « aux trois points de vue structuraux premiers ». Mais « la tradition française n'a guère retenu cette proposition », que certains auteurs anglo-saxons (Ernst Kris,Rudolph Loewenstein, Heinz Hartmann) ont toutefois développée « dans le cadre d'une “psychologie du Moi” ».

### Le point de vue dynamique
Il permet d'étudier « la manière dont les forces qui parcourent l'appareil psychique se conflictualisent, se combinent et s'articulent entre elles ». Freud accorde une grande importance au point de vue dynamique dans sa conception de l'inconscient. Et « ce qui fait la définition freudienne de l'inconscient, c'est le refoulement » : le rejet hors de la conscience de certaines représentations incompatibles avec les autres « suppose une théorie des forces en jeu et du conflit des forces ». Dans la cure, le point de vue dynamique témoigne de l'importance donnée à la résistance comme signe et effet du refoulement. 

### Le point de vue économique
Il qualifie un processus psychique qui consiste en la circulation et répartition d'une énergie quantifiable d'ordre pulsionnel (dite aussi énergie pulsionnelle), susceptible d'augmentation et de diminution ainsi que d'équivalences. Du point de vue économique, Freud distingue « l'énergie « libre », qui tend à une décharge immédiate (caractéristique du processus primaire et du système inconscient), de l'énergie « liée », c'est-à-dire accumulée dans certains neurones (processus secondaire, système préconscient-conscient) ». Le point de vue économique est « un des aspects les plus hypothétiques de la doctrine freudienne », comparable en ce sens « à certaines définitions de départ des sciences physiques elles-mêmes, qui peuvent par exemple définir une force par ses effets ».

### Le point de vue topique
Il introduit l'idée que « l'appareil psychique se compose de différents “lieux” psychiques », des « territoires » qui « obéissent à des lois processuelles différentes ». Le psychisme se présentant comme une interaction dynamique d'instances, Freud représente celles-ci « par un appareil psychique réparti dans l'espace » : dans la première topique (1900), les instances sont l'inconscient, la perception-conscience, le préconscient. Dans la seconde topique (tournant de 1920), « Freud corrige la précédente en lui ajoutant le ça, le surmoi, le moi. Ces deux topiques ne sont pas superposables ».

#### Textes de référence
- Sigmund Freud : 
  - Métapsychologie (1915), dans OCF.P XIII 1914-1915, trad. Janine Altounian, André Bourguignon, Pierre Cotet et Alain Rauzy, Notices d'Alain Rauzy, Paris, PUF, 1re éd., 1988, 2e éd. corrigée, 1994  (ISBN 2 13 042148 2); Métapsychologie, édition PUF-Quadrige, Préface de François Robert, 2010  (ISBN 2130579574)
  - Au-delà du principe de plaisir, traduit par J. Altounian, A. Bourguignon, P. Cotet, A. Rauzy, OCF.P, Volume XV, Paris, PUF, p. 273-336,  (ISBN 2 13 047850 6)

#### Études
: document utilisé comme source pour la rédaction de cet article.
- Roland Chemama (dir.), Dictionnaire de la psychanalyse : dictionnaire actuel des signifiants, concepts et mathèmes de la psychanalyse, Paris, Larousse, 1993, 307 p. (ISBN 2-03-720222-9), p. 73 (dynamique), 74-75 (économique, énergie libre - énergie liée), 284 (Topique n.f.)
- Sylvestre Clancier, « 5 - Le point de vue économique », dans Freud. Concepts fondamentaux de la théorie et de la psychanalyse freudienne sous la direction de S. Clancier, Toulouse, Érès, « Fonds psychanalyse », 1998, p. 75-88, [lire en ligne]
- René Kaës, « Topique, dynamique et économie de troisième type », dans : René Kaës, L'extension de la psychanalyse. Pour une métapsychologie de troisième type, Paris, Dunod, « Psychismes », 2015, p. 234-245. [lire en ligne]
- Pierre-Paul Lacas, « Topique, psychanalyse », sur www.universalis.fr (consulté le 5 novembre 2022)
- Jean Laplanche, Jean-Bertrand Pontalis, Vocabulaire de la psychanalyse (1967), PUF, 8e éd., 1984,  (ISBN 2 13 038621 0), PUF-Quadridge,  (ISBN 2130546943), entrées : « Métapsychologie », « dynamique (adj.) », « économique (adj.) », « topique » (s. f. et adj.), p. 238-239, 123-124, 125-128, 484-489.
- René Roussillon, « dynamique (point de vue -), économique (point de vue -), topique (point de vue -), Métapsychologie », dans Alain de Mijolla (dir.), Dictionnaire international de la psychanalyse 1. A/L, 2. M/Z, Paris, Hachette, 2005 (ISBN 9782012791459 et 2-0127-9145-X), p. 506, 512-513,1809-1810, 1055-1057.